# What the Hell
What the Hell è un brano musicale della cantautrice canadese Avril Lavigne, pubblicato come primo singolo dal quarto album della cantante Goodbye Lullaby, messo in commercio a partire dal 2 marzo 2011. Il singolo, composto dalla stessa Avril in collaborazione con Max Martin e Shellback, è stato pubblicato il 7 gennaio 2011 ed è stato trasmesso in rotazione radiofonica a partire dal 14 gennaio. La copertina del singolo è stata mostrata in anteprima il 14 dicembre 2010 sul sito ufficiale della cantante mentre il 17 dicembre è stato possibile ascoltare su Amazon una breve anteprima del brano.

## Descrizione
Il brano ha un'impronta power pop che riprende il sound dei suoi ultimi lavori (soprattutto Girlfriend) ma che si discosta dal nuovo album, acustico e più sentimentale. Sul brano Avril ha dichiarato: "Questa è la canzone meno personale dell'album. È un inno assoluto al divertimento e alla libertà, a non frenarsi e a seguire il proprio istinto anche se questo comporta delle scelte difficili. È la canzone più pop del disco".
Nel brano la cantautrice vuole trasmettere una grande forza e voglia di libertà, necessaria per avere il coraggio di essere sempre se stessi. La canzone racconta infatti di una storia sentimentale finita male, vissuta da una brava ragazza che non riceve più attenzioni e viene ignorata dal suo fidanzato: decide che è giunto il momento di prendere in mano la sua vita e fare ciò che vuole e, spinta dalla rabbia per la delusione, inizia a fare follie, ubriacandosi, restando fuori fino a notte fonda e passando da un ragazzo all'altro.
Avril ha presentato il brano in anteprima la notte di San Silvestro durante il consueto appuntamento televisivo americano Dick Clark's Rockin' New Year's Eve durante il quale la cantante ha eseguito anche Girlfriend; a partire dal 1º gennaio 2011 e per sole 48 ore è stato possibile scaricare gratuitamente la canzone dalla pagina ufficiale di Avril su Facebook.

## Accoglienza
Jody Rosen del magazine statunitense Rolling Stone ha assegnato al brano 3.5 stelle su 5 considerandolo uno dei brani più orecchiabili di Lavigne, con una melodia dolce e un ritornello frizzante e coinvolgente da ballare e cantare a squarciagola. Gil Kaufman di MTV ha espresso il suo apprezzamento del brano, soprattutto per quel ritmo contagioso e per la sensazione di energia che trasmette già dal primo ascolto e che ricorda tanto alcuni dei suoi successi, soprattutto Girlfriend. Nick Levine del sito britannico Digital Spy ha assegnato al brano 5 stelle su 5 definendolo un "dolce bubblegum pop punk" apprezzando in modo particolare la musicalità creata dai produttori Martin e Shellback. Positiva è stata anche la recensione sulla rivista statunitense Billboard secondo cui Avril ha unito le migliori qualità dei suoi due più grandi successi, Complicated e Girlfriend, creando un sound dolce e spensierato. Avril, dopo il lungo tempo trascorso, non ha perso colpi ed è tornata vincente.
Bill Lamb, il critico musicale di About.com, ha assegnato al brano 4 stelle su 5 apprezzando la vivacità del pezzo, l'irresistibile melodia pop e il testo intrigante che potrebbe alludere alla separazione della cantante con l'ex marito Deryck Whibley; conclude dicendo che si tratta di un brano estremamente accattivante e coinvolgente e la semplicità del testo lo rende facilmente cantabile. Jim Malec su Americanoise.com ha considerato il brano poco interessante e banale, con poche possibilità di successo, e sull'interpretazione vocale della Lavigne ha dichiarato: "Non c'è convinzione e grinta nella sua voce, ma solo un senso di rassegnazione". Secondo Heather McDaid del sito Stereoboard.com il brano non è ispirato alla vita personale della cantante e al suo divorzio con Deryck Whibley ma porta come suo messaggio più profondo l'idea di un approccio nuovo e più divertente alla vita; sullo stile del brano aggiunge: "È dannatamente orecchiabile; è la tipica canzone di Avril, divertente e contagiosa che ti rimane in testa nel giro di pochi ascolti; è destinata ad essere un successo".
Holly Thomas sulla rivista britannica Frost Magazine afferma che il brano può risultare irritante poiché non mostra quella maturità artistica attesa per il nuovo album ma è comunque irresistibile, sia per il testo semplice e simpatico ("Chi di noi non ha bisogno a volte di essere un po' pazzo?"), sia per il sound divertente simile a Girlfriend.
Kirsten Coachman di Blogcritics ha espresso il suo apprezzamento nei confronti del brano: "Ha tutti gli ingredienti necessari per un successo: un ottimo team di produzione, il ritmo coinvolgente, un testo chiaro e leggero attinente al sound, facile da cantare e con cui la gente, soprattutto le donne, possono relazionarsi". Il brano è piaciuto anche a Kanye West e Kim Kardashian che hanno espresso il loro apprezzamento del brano sul social network Twitter.

## Video musicale
Le riprese del video, inizialmente previste nelle ultime due settimane di novembre, sono state rimandate alle prime due di dicembre (esattamente dal 3 al 5 dicembre). Il video, diretto da Marcus Raboy, è stato realizzato con tecnologia 3-D e vede la partecipazione dello storico chitarrista di Avril Evan Taubenfeld. Il video è stato mostrato in anteprima il 23 gennaio 2011 sul canale SKY UK nel Regno Unito e sulla rete ABC durante la messa in onda del film Mean Girls 2 negli Stati Uniti: il giorno successivo il video è stato aggiunto sul canale VEVO della cantante.
Il video comincia con Avril distesa a letto con il suo ragazzo, interpretato dall'attore Spencer Hill; dopo essersi alzata va di fronte a uno specchio dove si spruzza le sue due fragranze, Black Star e Forbidden Rose, chiude il suo ragazzo in una cabina armadio ed esce di casa. Camminando per strada ruba un taxi: quando si accorge di essere inseguita dal ragazzo su una bici, Avril esce dal taxi che va così a schiantarsi contro un altro veicolo. Gioca in un campo di basket, e dopo un tiro messo a segno, vede il suo ragazzo che la sta ancora inseguendo e scappa via. Entra poi in un negozio di Abbey Dawn (la commessa che saluta Avril all'ingresso è Judy, sua madre nella vita reale) e dopo essersi cambiata, sale sul palco e si esibisce con la sua band; dopo essersi buttata in mezzo alla folla, Avril torna dal ragazzo che la stava guardando da sotto il palco. Il video termina con i due stesi nuovamente a letto. In un'intervista rilasciata sul canale MTV, Avril ha dichiarato che la sua scena preferita del video è quella finale, in cui canta sul palco con la sua band.
Il video presenta alcuni richiami a dei video precedentemente girati dalla cantante: le scene di Avril a letto (My Happy Ending), quando si spruzza le fragranze (Hot), mentre cammina per strada (Don't Tell Me), mentre gioca a basket ed è in camerino (Complicated), la scena nel night club (I'm with You), la sua esibizione sul palco con la band e il tuffo dal palco (Losing Grip).
Il video ha ottenuto la certificazione Vevo il 25 gennaio 2012 per il raggiungimento di 100 milioni di visualizzazioni.

## Tracce
Download digitale
1. What the Hell – 3:40
2. What the Hell (Versione Acustica) – 3:40
3. What the Hell (Bimbo Jones Remix) – 4:10
4. What the Hell (Versione Strumentale) – 3:38

CD singolo (Giappone)
1. What the Hell – 3:40
2. Alice (versione estesa) – 5:00
3. What the Hell (versione strumentale) – 3:38

## Successo commerciale
Negli Stati Uniti il brano è entrato alla posizione numero 6 della classifica digitale statunitense con circa 163 000 copie vendute e alla posizione numero 13 della Billboard Hot 100; nelle settimane successive il brano, anche a causa del basso airplay radiofonico, non riesce a entrare nella top 10 americana fermandosi alla posizione numero 11; solo nella settimana del 26 marzo 2011 il brano entra nella top 40 dei brani più trasmessi dalle radio alla posizione numero 40 e sale fino alla posizione numero 27. In Canada il brano ha debuttato alla posizione numero 8 della Billboard Canadian Hot 100 e alla #4 della classifica digitale, con circa 16 000 copie digitali vendute, diventando il terzo debutto più alto di Avril dopo Girlfriend e Keep Holding On che erano entrati direttamente alla prima posizione.

## Classifiche
| Classifica (2011) | Posizione massima |
| ----------------- | ----------------- |
| Australia         | 6                 |
| Austria           | 20                |
| Belgio (Fiandre)  | 16                |
| Belgio (Vallonia) | 13                |
| Canada            | 8                 |
| Corea del Sud     | 1                 |
| Estonia           | 3                 |
| Finlandia         | 26                |
| Francia           | 18                |
| Germania          | 21                |
| Giappone          | 2                 |
| Irlanda           | 30                |
| Italia            | 15                |
| Nuova Zelanda     | 5                 |
| Paesi Bassi       | 51                |
| Regno Unito       | 16                |
| Repubblica Ceca   | 2                 |
| Slovacchia        | 8                 |
| Stati Uniti       | 11                |
| Stati Uniti (Pop) | 8                 |
| Svezia            | 51                |
| Svizzera          | 18                |
| Ungheria          | 5                 |

### Classifiche di fine anno
| Classifica (2011) | Posizione |
| ----------------- | --------- |
| Australia         | 48        |
| Belgio (Fiandre)  | 94        |
| Canada            | 63        |
| Giappone          | 10        |
| Stati Uniti       | 62        |

## Date di pubblicazione
| Paese       | Data             | Formato                      | Etichetta   |
| ----------- | ---------------- | ---------------------------- | ----------- |
| Mondo       | 1º gennaio 2011  | Download digitale (gratuito) | RCA Records |
| Canada      | 7 gennaio 2011   | Download digitale            | RCA Records |
| Italia      | 7 gennaio 2011   | Download digitale            | RCA Records |
| Stati Uniti | 7 gennaio 2011   | Download digitale            | RCA Records |
| Australia   | 10 gennaio 2011  | Download digitale            | RCA Records |
| Austria     | 10 gennaio 2011  | Download digitale            | RCA Records |
| Belgio      | 10 gennaio 2011  | Download digitale            | RCA Records |
| Danimarca   | 10 gennaio 2011  | Download digitale            | RCA Records |
| Finlandia   | 10 gennaio 2011  | Download digitale            | RCA Records |
| Francia     | 10 gennaio 2011  | Download digitale            | RCA Records |
| Irlanda     | 10 gennaio 2011  | Download digitale            | RCA Records |
| Norvegia    | 10 gennaio 2011  | Download digitale            | RCA Records |
| Paesi Bassi | 10 gennaio 2011  | Download digitale            | RCA Records |
| Portogallo  | 10 gennaio 2011  | Download digitale            | RCA Records |
| Spagna      | 10 gennaio 2011  | Download digitale            | RCA Records |
| Regno Unito | 17 gennaio 2011  | Download digitale            | RCA Records |
| Giappone    | 2 febbraio 2011  | CD singolo                   | RCA Records |
| Germania    | 25 febbraio 2011 | CD singolo                   | RCA Records |